# 静安寺救火会
静安寺救火会是中國上海歷史上的一個救火機構。清朝光绪二十五年（1899年），上海公共租界工部局在愚园路350号建立静安寺消防分处。中華民国十一年（1922年），在此基礎上建立静安寺救火会（英語：Bubbling Wall Fire Station）。1942年9月改为静安寺消防区队。1945年後，上海市警察局消防处接收静安寺消防区队。1949年后，又再次被上海市公安局消防处接管，1983年起编入武警部队。當地先後成為上海市消防总队静安寺支队以及静安区静安消防救援站。
所在建筑又稱静安寺救火会旧址，建於1922年，為砖混结构和平屋顶，位于愚园路、乌鲁木齐北路路口。原楼高三层，底层为车库，後來增加至七层。二，三楼为办公区域，還有一個跳望塔。